# Croquis de la tienda Mitsui de la calle Suruga en Edo
Croquis de la tienda Mitsui de la calle Suruga en Edo (江都駿河町三井見世略図 Kōto Suruga-cho Mitsui Miseryakuzu?) es una estampa japonesa de estilo ukiyo-e obra de Katsushika Hokusai. El grabado en madera fue producido entre 1830 y 1832 como parte de la célebre serie Treinta y seis vistas del monte Fuji, a finales del período Edo. La impresión retrata una popular tienda de kimonos en la calle más concurrida de Edo —la actual Tokio—.

## Escenario
La tienda de kimonos de la familia Mitsui, Echigoya, se encontraba en la calle Suruga, la más transita de la capital japonesa. Ubicada al norte de Nihonbashi, en la actualidad constituye la zona de Muromachi en el distrito tokiota de Chūō, y era conocida por las vistas del monte Fuji durante el invierno. Esta tienda de ropa se conoce en la actualidad como Mitsukoshi, y es la cadena de grandes almacenes más grande del país. El comercio tuvo un gran éxito tras adoptar la práctica del pago en efectivo en el momento de la venta en lugar de acumular cargos en la cuenta de los clientes. De este modo, como en la época era habitual cobrar todo una o dos veces al año, al eliminar esta tradición pudieron reducir los precios de los productos.
Esta imagen está flanqueada por dos tiendas Mitsui: el letrero de la izquierda reza «Hilos y cuerdas trenzadas» y el de la derecha «Ropa». Ambas muestran lemas con las políticas de la empresa, «Pago en efectivo» y «Sin precios añadidos». Solo se muestra la parte superior de los edificios, y a la derecha se aprecian a trabajadores reparando el techo. Las dos cometas que sobrevuelan la impresión indican que es una estampa invernal, concretamente del Año Nuevo.

## Descripción
La impresión muestra una perspectiva exagerada, desde un punto elevado con los tejados que quedan en primer plano. De este modo, Hokusai acercó los edificios al espectador: solo retrata los segundos pisos, dos cometas y los techos, donde trabajan los obreros. La perspectiva tan empinada también oculta otras construcciones y los detalles de la calle, por lo que despeja la vista del monte Fuji tras los muros exteriores del castillo Edo y lo deja como protagonista. La parte superior de la tienda, de composición triangular, hace eco con la forma de la montaña. Antes de realizar esta serie de grabados, el autor estudió las formas naturales, animales y humanas, en una serie de dibujos que publicó y reciben el nombre de Hokusai Manga. En esta serie de bocetos quedan recogidas las poses de los trabajadores que reparan las tejas.